# Мъст (2001)
Мъст (на английски: Vengeance) е първото pay-per-view събитие от поредицата Мъст, продуцирано от Световната федерация по кеч (WWF). Събитието се провежда на 9 декември 2001 г. в Сан Диего, Калифорния.
Заменя обичайното декемврийско PPV на компанията, Армагедон, за 2001 г.

## Обща информация
Главният мач е турнир от три мача за обединение на Титлата на WWF и Титлата на WCW, известно като Безспорната титла на WWF.
До този момент, Световната федерация по кеч провежда Армагедон в слота за декември в техния PPV календар. След атаките от 11 септември обаче, WWF решава да замени Армагедон за 2001 г. с ново PPV, озаглавено Мъст, тъй като Армагедон се смята за потенциално обидно към жертвите на терористичните атаки. Въпреки че Армагедон е възстановено за декември 2002 г., Мъст също се завръща, но в слота за юли, като по този начин се утвърждава като ежегодно събитие.
Мъст продължава ежегодно до 2007 г. Същата година е обявено съвместно събитие, озаглавено Мъст: Нощта на шампионите, което е както седмото събитие Мъст, така и първото събитие Нощта на шампионите. След това е прекратено в полза на Нощта на шампионите. През 2011 г. е възстановено, но отделно от Нощта на шампионите. Въпреки това, отново е прекратено, този път до 2021 г. Същата година за 14 февруари WWE възражда PPV-то за тяхната марка NXT с името Завземане: Ден на мъст, което е игра на думи с Ден на Свети Валентин.

## Резултати
| №                                         | Резултати                                                                               | Правила                                                                         |       |
| ----------------------------------------- | --------------------------------------------------------------------------------------- | ------------------------------------------------------------------------------- | ----- |
| 2                                         | Албърт и Скоти Ту Хоти побеждават Крисчън и Тест                                        | Отборен мач                                                                     | 6:12  |
| 3                                         | Острието (ш) поб. Уилям Ригъл                                                           | Индивидуален мач за Интерконтиненталната титла на WWF                           | 9:06  |
| 4                                         | Джеф Харди поб. Мат Харди                                                               | Индивидуален мач с Лита като специален гост съдия                               | 12:30 |
| 5                                         | Дъдли бойз (Бъба Рей Дъдли и Дивон Дъдли) (ш) (със Стейси Киблър) поб. Грамадата и Кейн | Отборен мач за Отборните титли на WWF                                           | 6:50  |
| 6                                         | Гробаря поб. Роб Ван Дам (ш)                                                            | Хардкор мач за Хардкор титлата на WWF                                           | 11:08 |
| 7                                         | Триш Стратъс (ш) поб. Жаклин                                                            | Индивидуален мач за Титлата при жените на WWF                                   | 3:34  |
| 8                                         | Ледения Стив Остин (ш) поб. Кърт Енгъл                                                  | Индивидуален мач за Титлата на WWF                                              | 14:55 |
| 9                                         | Крис Джерико поб. Скалата (ш)                                                           | Индивидуален мач за Световната титла                                            | 19:05 |
| 10                                        | Крис Джерико (Световен шампион) поб. Ледения Стив Остин (Шампион на WWF)                | Мач за обединение на Световната титла и Титлата на WWF в Безспорна титла на WWF | 12:31 |
| - (ш) – указва шампиона/шампионите в мача |                                                                                         |                                                                                 |       |